# Hugo Bergroth-sällskapet
Hugo Bergroth-sällskapet med 18 ledamöter stiftades den 18 maj 1992 med uppgift att värna om det svenska språket i Finland.
Hugo Bergroth var lektor i svenska vid Helsingfors universitet mellan åren 1893 och 1934 och samtidigt 1893-1907 bibliotekarie vid Helsingfors stadsbibliotek. Bergroth insåg tidigt att svenskan i Finland höll på att utvecklas i en riktning som kunde leda till att språket isolerades från svenskan i Sverige, vilket han inte ansåg vara en bra utveckling.
Hugo Bergroth-sällskapet verkar i Bergroths anda och anordnar årligen omkring den 18 maj ett språkvårdsseminarium på Hanaholmens kulturcentrum i Esbo intill Helsingfors och delar då ut ett språkvårdspris på flera tusen euro till "en professionell språkbrukare som i tal och/eller skrift fungerar som en föredömlig språkmodell". Bergroth-sällskapet anordnar även annan kurs- och föreläsningsverksamhet i anslutning till svensk språkvård.